# دی-(۲-اتیل‌هگزیل) فسفریک اسید
دی-(۲-اتیل‌هگزیل) فسفریک اسید (به انگلیسی: Di-(2-ethylhexyl)phosphoric acid) با فرمول شیمیایی C۱۶H۳۵O۴P یک ترکیب شیمیایی است. که جرم مولی آن ۳۲۲٫۴۳ g/mol می‌باشد. شکل ظاهری این ترکیب، مایع زرد است.